# 福田有以
福田 有以（ふくだ ゆい、1995年6月1日 - ）は、日本の陸上競技選手。専門は長距離走。所属はユニクロ。

## 経歴・人物
兵庫県加古郡稲美町出身。稲美町立稲美北中学校、須磨学園高等学校卒業。1500メートル競走中学日本記録保持者。須磨学園高等学校卒業後は豊田自動織機に入社。2018年1月に行われた第38回全国都道府県対抗女子駅伝では兵庫県代表としてアンカー9区を走り、兵庫県として14年ぶり4回目の優勝のゴールテープを切った。2020年に一度現役を引退するが、2022年4月にユニクロに移籍し、現役復帰。

## 主な記録
| 年     | 大会                       | 種目        | 順位    | 備考             |
| ------ | -------------------------- | ----------- | ------- | ---------------- |
| 2010年 | 都道府県対抗女子駅伝       | 8区         | 区間2位 | 兵庫県4位        |
| 2011年 | 2011年世界ユース陸上選手権 | 1500m       | 7位     |                  |
|        | 第64回全国高校陸上         | 1500m       | 優勝    |                  |
|        | 第66回国民体育大会         | 1500m少年B  | 優勝    |                  |
|        | 第23回全国高校駅伝         | 3区         | 区間賞  | 須磨学園4位      |
| 2012年 | 第24回全国高校駅伝         | 3区         | 区間2位 | 須磨学園6位      |
| 2013年 | 世界クロスカントリー選手権 | ジュニア6km | 53位    | 日本チーム4位    |
|        | 第25回全国高校駅伝         | 2区         | 区間賞  | 須磨学園3位      |
| 2014年 | 全日本実業団女子駅伝       | 2区         | 区間賞  | 豊田自動織機4位  |
| 2015年 | 世界クロスカントリー選手権 | シニア8km   | 54位    | 日本チーム9位    |
|        | 第99回日本陸上選手権       | 1500m       | 7位     |                  |
|        | 全日本実業団陸上選手権     | 1500m       | 4位     |                  |
|        | 全日本実業団女子駅伝       | 2区         | 区間2位 | 豊田自動織機2位  |
| 2016年 | 全日本実業団女子駅伝       | 1区         | 区間3位 | 豊田自動織機失格 |
| 2017年 | 都道府県対抗女子駅伝       | 2区         | 区間5位 | 兵庫県8位        |
|        | 全日本実業団ハーフマラソン | 10km        | 優勝    |                  |
|        | 第101回日本陸上選手権      | 5000m       | 16位    |                  |
|        | 全日本実業団陸上選手権     | 5000m       | 総合3位 |                  |
| 2018年 | 都道府県対抗女子駅伝       | 9区         | 区間3位 | 兵庫県優勝       |